# Девід Дептула
Девід А. Дептула є деканом Мітчеллівського інституту аерокосмічних досліджень   і старшим науковим співробітником Інституту майбутніх конфліктів Академії ВПС США. У 2010 році він перейшов з ВПС США в званні генерал-лейтенанта після більш ніж 34 років служби. Дептула був призначений у 1974 році як видатний випускник програми ROTC Університету ВПС Вірджинії, і залишився, щоб отримати ступінь магістра в 1976 році. Під час своєї військової кар'єри він брав участь в операціях, плануванні та спільних бойових діях на рівнях підрозділу, головного командування, штабу служби та бойового командування , а також працював у двох комісіях Конгресу , які описували майбутнє Америки. оборонна позиція.Він був головним автором оригінальної Білої книги ВПС «Глобальне охоплення — глобальна сила». На початку 1990-х років він зіграв важливу роль у формуванні та розвитку концепції, пізніше відомої як «операції, засновані на ефектах», успішно застосувавши її в розробці планів атаки для повітряної кампанії операції «Буря в пустелі». Він був процитований як «... сприяв найбільш значущим змінам у веденні повітряної війни з часів Біллі Мітчелла... Концепція Дептули вплинула на успішні повітряні кампанії в операціях «Об’єднані сили», «Свобода Іраку» та «Незмінна свобода». Сьогодні спільні осередки цілевказівки та доктрина ВПС відображають теорію Дептули про повітряну силу та мінливий характер війни».  Дептула є одним із них. з 12 льотчиків, виділених у Airpower Pioneers.  Він також є предметом більш детального огляду його внеску в розвиток військово-повітряної сили в American Airman: David Deptula and the Airpower Moment.